# Українка (Уланський район)
Украї́нка (каз. Украинка) — село у складі Уланського району Східноказахстанської області Казахстану. Входить до складу Толеген-Тохтаровського сільського округу.
Населення — 623 особи (2021; 681 у 2009, 636 у 1999, 617 у 1989).
Національний склад станом на 1989 рік:
- росіяни — 100 %